# 이정선 (1960년)
이정선(李貞善, 1960년 8월 15일 ~ )은 대한민국의 여성 정치인이다. 한나라당 후보로 2008년 총선에 비례대표 5번으로 공천을 받아 당선됐다. 한때 소아마비를 앓아 장애인 1급 상태이다. 한나라당의 장애인위원회를 맡았다.

## 역대 선거 결과
|  | 51.81% |

|  | 37.48% |